# Aborto en Brunéi
El aborto en Brunéi solo es legal cuando se debe salvar la vida de la madre. Si una mujer recurre a un aborto autoinducido, puede recibir hasta 7 años de cárcel. La condena que puede recibir aquel que realice abortos es entre 10 y 15 años de cárcel.
En 2014, el gobierno bruneano implementó una ley vinculada con la sharia, que castigaba el aborto con pena capital, bajo el método de la lapidación. Esta parte de la ley se estableció originalmente para entrar en vigencia en 2016, aunque ahora se espera que entre en vigor en 2018.  
En 2016, una mujer de 22 años fue sentenciada a 6 meses de prisión, por realizarse un aborto mediante el consumo de una píldora abortiva. Ella habría enfrentado una condena máxima de 7 años de cárcel.